# 寶石紅

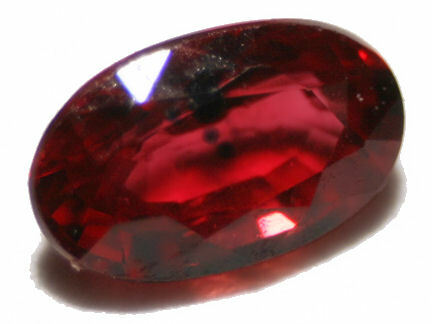
红宝石

寶石紅，又稱寶紅、紅寶石色，是一種介乎玫紅色和銀色之間的顏色，為洋紅色的一種，與青玉色、碧綠色相似。该名称来自于切割打磨后的红宝石的颜色。